# Ministério de Engenharia de Transportes da URSS
O Ministério de Engenharia de Transportes da URSS (em russo:  Министерство транспортного машиностроения СССР, transl. Ministerstvo transportnogo mashinostroyeniya SSSR) foi um dos ministérios do governo da União Soviética. Antes de 1946, era conhecido como o Comissariado do Povo da Indústria de Tanques da URSS (em russo:  Народный комиссариат танковой промышленности СССР, transl. Narodnyy komissariat tankovoy promyshlennosti SSSR, NKTP).
A sua sede estava localizada em Moscou na Rua Ryazanskaya (Рязанская ул.) 8а, depois evacuada para Tchelyabinsk.

## História
O Comissariado do Povo da Indústria de Tanques (NKTP) foi criado em 11 de setembro de 1941 com base no Comissariado do Povo da Indústria de Engenharia Média em conjunto com as grandes perdas de tanques na Segunda Guerra Mundial. Naquela época existiam comissariados semelhantes em outras áreas da indústria de defesa, como a aviação e o NKTP era organizado de forma semelhante.
O NKTP tornou-se um dos maiores ministérios industriais da URSS. Consistia em uma série de gigantes industriais, empregando mais de 10.000 pessoas cada. No total, durante a guerra, de 200.000 – 250.000 pessoas foram empregadas em suas fábricas.
No final de 1941, o processo de formação do NKTP foi concluído.
Na primeira fase, a principal tarefa foi o aumento acentuado da produção de tanques NKTP.
Durante 1942, houve uma redução significativa na complexidade da produção do T-34. Desta forma, a Oficina nº 183 diminuiu em 22%, enquanto a Oficina nº 112 – 40%.
Grande importância para o desenvolvimento da produção de tanques também foram as mudanças em sua estrutura. No entanto, a simplificação do projeto e do processo de produção levou a uma diminuição na confiabilidade; portanto, no verão de 1942, grandes esforços foram direcionados aos projetistas do NKTP para simplificar a tecnologia de produção e melhorar a confiabilidade dos tanques.
As atividades do NKTP no período inicial da guerra (1941-1942) podem ser descritas como uma história de sucesso da produção soviética de tanques, que em termos quantitativos cresceu muito mais rápido do que a produção de tanques na Alemanha e nos países ocupados. Assim, na União Soviética em 1942 foram produzidos 24.504 tanques e canhões autopropulsados na Alemanha - apenas 6.189 em 1943 – 24.006 (10.700 na própria Alemanha). Em 1944 – 28.983 (18.300 na Alemanha), no primeiro semestre de 1945 – 15.422 (apenas 4.400 na Alemanha).
Em 14 de outubro de 1945, o Comissariado do Povo da Indústria de Tanques da URSS foi renomeado como Comissariado do Povo de Engenharia de Transportes da URSS (Народный комиссариат транспортного машиностроения СССР). De 1946 – Ministério do Povo de Engenharia de Transportes da URSS.

## Fábricas sob o ministério
A empresa incorporou a NKTP com experiência na produção de tanques desde 1930:
- Carcóvia - Oficina nº 183 → Fábrica de Engenharia de Transporte de Kharkov V. A. Malyshev (Харьковский завод транспортного машиностроения имени В. А. Малышева), produzindo tanques médios T-34. Esta instalação também era às vezes chamada de Fábrica de Engenharia de Transporte de Kharkov e foi uma das duas fábricas que construíram os Cruzadores Antárticos Kharkovchanka após meados da década de 1950.
- Stalingrado – Oficina nº 75 → Oficina Barrikady (завод Барикады), que produz motores a diesel para tanques
- Leningrado – Oficina Kirov, tanques pesados e fábrica nº 174 → Fábrica Estadual de Leningrado nº 174 em K. E. Voroshilov (Ленинградский государственный завод № 174 имени К. Е. Ворошилова), tanques leves T-26
- Moscou – a fábrica tem 37 tanques voadores leves T-40
- Mariupol – Fábrica de Mariupol Ilyich (Мариупольский завод им. Ильича), chassis para o T-34
- Podolsk – Fábrica de Podolsk Ordzhonikidze (Подольский завод им. Орджоникидзе), chassis blindados para tanques T-40

Desde o início de setembro de 1941, a maioria das fábricas foi tomada pelos alemães, enquanto a composição do NKTP incluía empresas localizadas nas regiões orientais da URSS. Eles evacuaram instalações, tais como
- A Oficina Kirov adquiriu a Fábrica de Tratores de Chelyabinsk (Челябинский тракторный завод),
- Oficina nº 183 – Oficina de Construção de Automóveis dos Urais (Уральский вагоностроительный завод) em Nizhny Tagil,
- Departamento de Oficina de Motores Kirov – Usina de de Turbinas dos Urais (Уральский турбинный завод) em Sverdlovsk,
- Oficina de Izhorsk (Ижорский завод) – Fábrica de Engenharia Pesada dos Urais (Уральский завод тяжёлого машиностроения) em Sverdlovsk,
- Oficina nº 75 –  Fábrica de Construção de Máquinas Yurginsky (Юргинский машиностроительный завод).

Além disso, a composição passou a ser NKTP
- Oficina nº 264 → Estaleiro de Stalingrado (Сталинградская судоверфь) em Stalingrado, organizando a produção de cascos blindados para STZ,
- Oficina nº 112 → Estaleiro de Sormovo (Красное Сормово) em Nizhny Novgorod, que tem como foco a produção do T-34.

## Lista de ministros
Fonte:
- Vyacheslav Malyshev (01/09/1941 - 29/12/1947)
- Ivan Nosenko (29/12/1947 - 10/01/1950)
- Yuri Maksarev (01/10/1950 - 03/06/1953)
- Sergei Stepanov (19/04/1954 - 10/05/1957)